# Lista di asteroidi (435001-436000)
Di seguito una lista di asteroidi dal numero 435001 al 436000 con data di scoperta e scopritore.

## 435001-435100
| Nome     | Designazione provvisoria | Data di scoperta  | Scopritore        |
| -------- | ------------------------ | ----------------- | ----------------- |
| 435001 - | 2006 UQ256               | 28 ottobre 2006   | Spacewatch        |
| 435002 - | 2006 UD283               | 27 settembre 2006 | Mt. Lemmon Survey |
| 435003 - | 2006 UG289               | 31 ottobre 2006   | Spacewatch        |
| 435004 - | 2006 UC322               | 16 ottobre 2006   | Spacewatch        |
| 435005 - | 2006 UX330               | 16 ottobre 2006   | Becker, A. C.     |
| 435006 - | 2006 UF331               | 11 ottobre 2006   | Becker, A. C.     |
| 435007 - | 2006 UE346               | 19 ottobre 2006   | Spacewatch        |
| 435008 - | 2006 VU15                | 9 novembre 2006   | Spacewatch        |
| 435009 - | 2006 VM17                | 21 ottobre 2006   | Spacewatch        |
| 435010 - | 2006 VO19                | 21 ottobre 2006   | Spacewatch        |
| 435011 - | 2006 VW30                | 20 ottobre 2006   | Mt. Lemmon Survey |
| 435012 - | 2006 VA33                | 26 settembre 2006 | Mt. Lemmon Survey |
| 435013 - | 2006 VD37                | 11 novembre 2006  | CSS               |
| 435014 - | 2006 VA46                | 9 novembre 2006   | Spacewatch        |
| 435015 - | 2006 VA53                | 11 novembre 2006  | Spacewatch        |
| 435016 - | 2006 VT56                | 11 novembre 2006  | Spacewatch        |
| 435017 - | 2006 VE59                | 23 ottobre 2006   | Mt. Lemmon Survey |
| 435018 - | 2006 VK65                | 16 ottobre 2006   | CSS               |
| 435019 - | 2006 VT69                | 11 novembre 2006  | Spacewatch        |
| 435020 - | 2006 VH70                | 11 novembre 2006  | Spacewatch        |
| 435021 - | 2006 VH72                | 11 novembre 2006  | Mt. Lemmon Survey |
| 435022 - | 2006 VR74                | 11 novembre 2006  | Mt. Lemmon Survey |
| 435023 - | 2006 VV74                | 11 novembre 2006  | Mt. Lemmon Survey |
| 435024 - | 2006 VF83                | 28 settembre 2006 | Mt. Lemmon Survey |
| 435025 - | 2006 VH90                | 19 ottobre 2006   | Spacewatch        |
| 435026 - | 2006 VB98                | 21 ottobre 2006   | Mt. Lemmon Survey |
| 435027 - | 2006 VZ102               | 12 novembre 2006  | Mt. Lemmon Survey |
| 435028 - | 2006 VK107               | 30 settembre 2006 | Mt. Lemmon Survey |
| 435029 - | 2006 VN107               | 27 settembre 2006 | Mt. Lemmon Survey |
| 435030 - | 2006 VD120               | 14 novembre 2006  | Spacewatch        |
| 435031 - | 2006 VQ124               | 14 novembre 2006  | Spacewatch        |
| 435032 - | 2006 VV125               | 27 ottobre 2006   | CSS               |
| 435033 - | 2006 VG127               | 20 ottobre 2006   | Mt. Lemmon Survey |
| 435034 - | 2006 VQ141               | 13 novembre 2006  | Spacewatch        |
| 435035 - | 2006 VF152               | 25 settembre 2006 | Mt. Lemmon Survey |
| 435036 - | 2006 VX170               | 2 novembre 2006   | Mt. Lemmon Survey |
| 435037 - | 2006 WQ6                 | 16 novembre 2006  | Spacewatch        |
| 435038 - | 2006 WX33                | 23 ottobre 2006   | Mt. Lemmon Survey |
| 435039 - | 2006 WT35                | 15 novembre 2006  | CSS               |
| 435040 - | 2006 WP45                | 2 ottobre 2006    | Mt. Lemmon Survey |
| 435041 - | 2006 WQ45                | 30 settembre 2006 | Mt. Lemmon Survey |
| 435042 - | 2006 WD53                | 16 novembre 2006  | CSS               |
| 435043 - | 2006 WY54                | 16 novembre 2006  | Spacewatch        |
| 435044 - | 2006 WK55                | 10 novembre 2006  | Spacewatch        |
| 435045 - | 2006 WR61                | 21 ottobre 2006   | Spacewatch        |
| 435046 - | 2006 WX64                | 17 novembre 2006  | Mt. Lemmon Survey |
| 435047 - | 2006 WT67                | 17 novembre 2006  | Spacewatch        |
| 435048 - | 2006 WS78                | 27 settembre 2006 | Mt. Lemmon Survey |
| 435049 - | 2006 WU79                | 18 novembre 2006  | Spacewatch        |
| 435050 - | 2006 WA81                | 18 novembre 2006  | Spacewatch        |
| 435051 - | 2006 WV89                | 18 novembre 2006  | Spacewatch        |
| 435052 - | 2006 WW97                | 11 novembre 2006  | Mt. Lemmon Survey |
| 435053 - | 2006 WH99                | 27 settembre 2006 | Mt. Lemmon Survey |
| 435054 - | 2006 WZ137               | 19 novembre 2006  | Spacewatch        |
| 435055 - | 2006 WX139               | 11 novembre 2006  | Spacewatch        |
| 435056 - | 2006 WC148               | 20 novembre 2006  | Spacewatch        |
| 435057 - | 2006 WX184               | 17 novembre 2006  | Spacewatch        |
| 435058 - | 2006 XG2                 | 12 dicembre 2006  | Spacewatch        |
| 435059 - | 2006 XE28                | 13 dicembre 2006  | Spacewatch        |
| 435060 - | 2006 XB33                | 16 novembre 2006  | Spacewatch        |
| 435061 - | 2006 XU58                | 1º dicembre 2006  | Mt. Lemmon Survey |
| 435062 - | 2006 XK70                | 14 dicembre 2006  | Spacewatch        |
| 435063 - | 2006 XD71                | 14 dicembre 2006  | Mt. Lemmon Survey |
| 435064 - | 2006 YJ                  | 17 dicembre 2006  | Mt. Lemmon Survey |
| 435065 - | 2006 YO8                 | 1º novembre 2006  | Mt. Lemmon Survey |
| 435066 - | 2006 YQ12                | 16 dicembre 2006  | Spacewatch        |
| 435067 - | 2006 YN34                | 13 dicembre 2006  | Spacewatch        |
| 435068 - | 2006 YF43                | 24 dicembre 2006  | Spacewatch        |
| 435069 - | 2006 YR54                | 27 dicembre 2006  | Mt. Lemmon Survey |
| 435070 - | 2007 AW13                | 27 dicembre 2006  | Spacewatch        |
| 435071 - | 2007 AG28                | 9 gennaio 2007    | Spacewatch        |
| 435072 - | 2007 AK28                | 9 gennaio 2007    | Spacewatch        |
| 435073 - | 2007 AG30                | 10 gennaio 2007   | Mt. Lemmon Survey |
| 435074 - | 2007 BK3                 | 18 novembre 2006  | Mt. Lemmon Survey |
| 435075 - | 2007 BT12                | 17 gennaio 2007   | Spacewatch        |
| 435076 - | 2007 BD13                | 16 novembre 2006  | Mt. Lemmon Survey |
| 435077 - | 2007 BO13                | 3 novembre 2005   | Spacewatch        |
| 435078 - | 2007 BU15                | 17 gennaio 2007   | Spacewatch        |
| 435079 - | 2007 BV21                | 24 gennaio 2007   | LINEAR            |
| 435080 - | 2007 BW42                | 24 gennaio 2007   | Mt. Lemmon Survey |
| 435081 - | 2007 BV48                | 26 gennaio 2007   | Spacewatch        |
| 435082 - | 2007 BO61                | 18 novembre 2006  | Mt. Lemmon Survey |
| 435083 - | 2007 BP80                | 24 gennaio 2007   | CSS               |
| 435084 - | 2007 BV99                | 17 gennaio 2007   | Spacewatch        |
| 435085 - | 2007 BU100               | 27 gennaio 2007   | Mt. Lemmon Survey |
| 435086 - | 2007 CC12                | 6 febbraio 2007   | Spacewatch        |
| 435087 - | 2007 CR16                | 27 gennaio 2007   | Mt. Lemmon Survey |
| 435088 - | 2007 CU17                | 8 febbraio 2007   | Mt. Lemmon Survey |
| 435089 - | 2007 CJ28                | 27 gennaio 2007   | Spacewatch        |
| 435090 - | 2007 CQ28                | 9 gennaio 2007    | Mt. Lemmon Survey |
| 435091 - | 2007 CT36                | 27 gennaio 2007   | Spacewatch        |
| 435092 - | 2007 CF38                | 27 gennaio 2007   | Mt. Lemmon Survey |
| 435093 - | 2007 CK42                | 7 febbraio 2007   | Mt. Lemmon Survey |
| 435094 - | 2007 CZ42                | 27 gennaio 2007   | Mt. Lemmon Survey |
| 435095 - | 2007 CB44                | 10 gennaio 2007   | Mt. Lemmon Survey |
| 435096 - | 2007 CQ51                | 29 gennaio 2007   | Spacewatch        |
| 435097 - | 2007 CV51                | 17 gennaio 2007   | CSS               |
| 435098 - | 2007 CU58                | 10 febbraio 2007  | CSS               |
| 435099 - | 2007 CL64                | 8 febbraio 2007   | Mt. Lemmon Survey |
| 435100 - | 2007 DZ4                 | 17 febbraio 2007  | Spacewatch        |

## 435101-435200
| Nome              | Designazione provvisoria | Data di scoperta  | Scopritore             |
| ----------------- | ------------------------ | ----------------- | ---------------------- |
| 435101 -          | 2007 DQ17                | 28 gennaio 2007   | Mt. Lemmon Survey      |
| 435102 -          | 2007 DK24                | 17 febbraio 2007  | Spacewatch             |
| 435103 -          | 2007 DH26                | 28 gennaio 2007   | Mt. Lemmon Survey      |
| 435104 -          | 2007 DR26                | 17 febbraio 2007  | Spacewatch             |
| 435105 -          | 2007 DP28                | 17 febbraio 2007  | Spacewatch             |
| 435106 -          | 2007 DQ35                | 15 gennaio 2007   | Mt. Lemmon Survey      |
| 435107 -          | 2007 DY35                | 17 febbraio 2007  | Spacewatch             |
| 435108 -          | 2007 DS40                | 18 febbraio 2007  | Calvin College         |
| 435109 -          | 2007 DA49                | 21 febbraio 2007  | Mt. Lemmon Survey      |
| 435110 -          | 2007 DR67                | 21 febbraio 2007  | Spacewatch             |
| 435111 -          | 2007 DQ68                | 21 febbraio 2007  | Spacewatch             |
| 435112 -          | 2007 DH70                | 21 febbraio 2007  | Spacewatch             |
| 435113 -          | 2007 DX71                | 21 febbraio 2007  | Spacewatch             |
| 435114 -          | 2007 DH78                | 13 febbraio 2007  | Mt. Lemmon Survey      |
| 435115 -          | 2007 DF84                | 25 febbraio 2007  | Spacewatch             |
| 435116 -          | 2007 DK86                | 17 gennaio 2007   | Spacewatch             |
| 435117 -          | 2007 DV95                | 23 febbraio 2007  | Spacewatch             |
| 435118 -          | 2007 DA99                | 20 dicembre 2006  | Mt. Lemmon Survey      |
| 435119 -          | 2007 DR102               | 16 febbraio 2007  | CSS                    |
| 435120 -          | 2007 DF111               | 23 febbraio 2007  | Mt. Lemmon Survey      |
| 435121 -          | 2007 EQ10                | 27 gennaio 2007   | Mt. Lemmon Survey      |
| 435122 -          | 2007 EP13                | 27 gennaio 2007   | Mt. Lemmon Survey      |
| 435123 -          | 2007 EN29                | 9 marzo 2007      | Mt. Lemmon Survey      |
| 435124 -          | 2007 EC52                | 27 febbraio 2007  | Spacewatch             |
| 435125 -          | 2007 EG66                | 25 febbraio 2007  | Mt. Lemmon Survey      |
| 435126 -          | 2007 EX68                | 10 marzo 2007     | Spacewatch             |
| 435127 Virtelpro  | 2007 EE88                | 14 marzo 2007     | Masi, G.               |
| 435128 -          | 2007 EY104               | 11 marzo 2007     | Mt. Lemmon Survey      |
| 435129 -          | 2007 ED123               | 7 aprile 2003     | Spacewatch             |
| 435130 -          | 2007 EU130               | 9 marzo 2007      | Mt. Lemmon Survey      |
| 435131 -          | 2007 EH146               | 26 febbraio 2007  | Mt. Lemmon Survey      |
| 435132 -          | 2007 EF150               | 12 marzo 2007     | Mt. Lemmon Survey      |
| 435133 -          | 2007 FD6                 | 26 febbraio 2007  | Mt. Lemmon Survey      |
| 435134 -          | 2007 FT35                | 26 marzo 2007     | Mt. Lemmon Survey      |
| 435135 -          | 2007 GB16                | 11 aprile 2007    | Spacewatch             |
| 435136 -          | 2007 GY19                | 11 aprile 2007    | Spacewatch             |
| 435137 -          | 2007 GH23                | 13 marzo 2007     | Mt. Lemmon Survey      |
| 435138 -          | 2007 GD49                | 14 aprile 2007    | Spacewatch             |
| 435139 -          | 2007 GR59                | 15 aprile 2007    | Spacewatch             |
| 435140 -          | 2007 GC62                | 15 aprile 2007    | Spacewatch             |
| 435141 -          | 2007 GH77                | 14 aprile 2007    | Spacewatch             |
| 435142 -          | 2007 HC24                | 18 aprile 2007    | Spacewatch             |
| 435143 -          | 2007 HF38                | 20 aprile 2007    | Spacewatch             |
| 435144 -          | 2007 HA48                | 20 aprile 2007    | Spacewatch             |
| 435145 -          | 2007 HQ51                | 20 aprile 2007    | Spacewatch             |
| 435146 -          | 2007 HJ55                | 22 aprile 2007    | Spacewatch             |
| 435147 -          | 2007 HQ62                | 22 aprile 2007    | Mt. Lemmon Survey      |
| 435148 -          | 2007 HD75                | 22 aprile 2007    | Spacewatch             |
| 435149 -          | 2007 HX75                | 22 aprile 2007    | Spacewatch             |
| 435150 -          | 2007 JK26                | 9 maggio 2007     | Spacewatch             |
| 435151 -          | 2007 JM29                | 22 aprile 2007    | Mt. Lemmon Survey      |
| 435152 -          | 2007 JP37                | 25 marzo 2007     | Mt. Lemmon Survey      |
| 435153 -          | 2007 JH40                | 19 aprile 2007    | Mt. Lemmon Survey      |
| 435154 -          | 2007 JC42                | 25 aprile 2007    | CSS                    |
| 435155 -          | 2007 LN                  | 26 maggio 2007    | CSS                    |
| 435156 -          | 2007 LJ4                 | 12 maggio 2007    | Mt. Lemmon Survey      |
| 435157 -          | 2007 LT6                 | 13 maggio 2007    | Spacewatch             |
| 435158 -          | 2007 LM14                | 26 maggio 2007    | Mt. Lemmon Survey      |
| 435159 -          | 2007 LQ19                | 13 giugno 2007    | Siding Spring Survey   |
| 435160 -          | 2007 MX7                 | 18 giugno 2007    | Spacewatch             |
| 435161 -          | 2007 NV2                 | 14 luglio 2007    | Casulli, V. S.         |
| 435162 -          | 2007 NM3                 | 21 giugno 2007    | Mt. Lemmon Survey      |
| 435163 -          | 2007 OJ                  | 17 luglio 2007    | OAM                    |
| 435164 -          | 2007 OQ1                 | 18 luglio 2007    | Crni Vrh               |
| 435165 -          | 2007 PE12                | 11 agosto 2007    | LINEAR                 |
| 435166 -          | 2007 PO15                | 8 agosto 2007     | LINEAR                 |
| 435167 -          | 2007 PS20                | 9 agosto 2007     | LINEAR                 |
| 435168 -          | 2007 PD30                | 11 agosto 2007    | LINEAR                 |
| 435169 -          | 2007 PQ34                | 9 agosto 2007     | LINEAR                 |
| 435170 -          | 2007 PZ35                | 12 agosto 2007    | LINEAR                 |
| 435171 -          | 2007 PU37                | 13 agosto 2007    | LINEAR                 |
| 435172 -          | 2007 PL46                | 10 agosto 2007    | Spacewatch             |
| 435173 -          | 2007 QN1                 | 16 agosto 2007    | LINEAR                 |
| 435174 -          | 2007 QH7                 | 21 agosto 2007    | LONEOS                 |
| 435175 -          | 2007 QM14                | 18 gennaio 2004   | Spacewatch             |
| 435176 -          | 2007 RE7                 | 9 agosto 2007     | LINEAR                 |
| 435177 -          | 2007 RV7                 | 5 settembre 2007  | OAM                    |
| 435178 -          | 2007 RM8                 | 8 settembre 2007  | Hug, G.                |
| 435179 -          | 2007 RA10                | 2 settembre 2007  | CSS                    |
| 435180 -          | 2007 RS10                | 18 agosto 2007    | PMO NEO Survey Program |
| 435181 -          | 2007 RO11                | 10 settembre 2007 | Chante-Perdrix         |
| 435182 -          | 2007 RF13                | 3 settembre 2007  | CSS                    |
| 435183 -          | 2007 RR20                | 9 agosto 2007     | LINEAR                 |
| 435184 -          | 2007 RP27                | 4 settembre 2007  | Mt. Lemmon Survey      |
| 435185 -          | 2007 RU30                | 5 settembre 2007  | CSS                    |
| 435186 Jovellanos | 2007 RJ35                | 7 settembre 2007  | Lacruz, J.             |
| 435187 -          | 2007 RG46                | 9 settembre 2007  | Spacewatch             |
| 435188 -          | 2007 RT60                | 10 settembre 2007 | CSS                    |
| 435189 -          | 2007 RN68                | 10 settembre 2007 | Spacewatch             |
| 435190 -          | 2007 RY70                | 10 settembre 2007 | Spacewatch             |
| 435191 -          | 2007 RO73                | 10 settembre 2007 | Mt. Lemmon Survey      |
| 435192 -          | 2007 RQ79                | 10 settembre 2007 | Mt. Lemmon Survey      |
| 435193 -          | 2007 RW83                | 10 settembre 2007 | Spacewatch             |
| 435194 -          | 2007 RU99                | 8 settembre 2007  | LONEOS                 |
| 435195 -          | 2007 RB107               | 11 settembre 2007 | Mt. Lemmon Survey      |
| 435196 -          | 2007 RW111               | 11 settembre 2007 | Spacewatch             |
| 435197 -          | 2007 RS118               | 11 settembre 2007 | Mt. Lemmon Survey      |
| 435198 -          | 2007 RU123               | 12 settembre 2007 | CSS                    |
| 435199 -          | 2007 RR132               | 11 settembre 2007 | Kocher, P.             |
| 435200 -          | 2007 RQ134               | 12 settembre 2007 | LONEOS                 |

## 435201-435300
| Nome     | Designazione provvisoria | Data di scoperta  | Scopritore           |
| -------- | ------------------------ | ----------------- | -------------------- |
| 435201 - | 2007 RM151               | 10 settembre 2007 | Spacewatch           |
| 435202 - | 2007 RC168               | 10 settembre 2007 | Spacewatch           |
| 435203 - | 2007 RC175               | 10 settembre 2007 | Spacewatch           |
| 435204 - | 2007 RG181               | 11 settembre 2007 | Mt. Lemmon Survey    |
| 435205 - | 2007 RE188               | 9 settembre 2007  | Spacewatch           |
| 435206 - | 2007 RV203               | 8 settembre 2007  | LONEOS               |
| 435207 - | 2007 RJ205               | 9 settembre 2007  | Spacewatch           |
| 435208 - | 2007 RD213               | 12 settembre 2007 | LONEOS               |
| 435209 - | 2007 RP220               | 14 settembre 2007 | Mt. Lemmon Survey    |
| 435210 - | 2007 RC223               | 11 settembre 2007 | Mt. Lemmon Survey    |
| 435211 - | 2007 RN224               | 10 settembre 2007 | Spacewatch           |
| 435212 - | 2007 RS226               | 10 settembre 2007 | Spacewatch           |
| 435213 - | 2007 RG239               | 14 settembre 2007 | CSS                  |
| 435214 - | 2007 RV239               | 14 settembre 2007 | CSS                  |
| 435215 - | 2007 RW242               | 15 settembre 2007 | LINEAR               |
| 435216 - | 2007 RK245               | 11 settembre 2007 | Spacewatch           |
| 435217 - | 2007 RM247               | 13 settembre 2007 | Mt. Lemmon Survey    |
| 435218 - | 2007 RM248               | 13 settembre 2007 | Mt. Lemmon Survey    |
| 435219 - | 2007 RJ257               | 14 settembre 2007 | CSS                  |
| 435220 - | 2007 RM272               | 15 settembre 2007 | Spacewatch           |
| 435221 - | 2007 RT278               | 5 settembre 2007  | Siding Spring Survey |
| 435222 - | 2007 RR284               | 12 settembre 2007 | Mt. Lemmon Survey    |
| 435223 - | 2007 RC289               | 10 settembre 2007 | Mt. Lemmon Survey    |
| 435224 - | 2007 RM289               | 12 settembre 2007 | Mt. Lemmon Survey    |
| 435225 - | 2007 RJ291               | 9 settembre 2007  | Spacewatch           |
| 435226 - | 2007 RT294               | 14 settembre 2007 | Spacewatch           |
| 435227 - | 2007 RX296               | 5 settembre 2007  | CSS                  |
| 435228 - | 2007 RR300               | 12 settembre 2007 | Mt. Lemmon Survey    |
| 435229 - | 2007 RB308               | 10 settembre 2007 | Mt. Lemmon Survey    |
| 435230 - | 2007 RO309               | 15 settembre 2007 | LINEAR               |
| 435231 - | 2007 RC314               | 13 settembre 2007 | Mt. Lemmon Survey    |
| 435232 - | 2007 RW314               | 3 settembre 2007  | CSS                  |
| 435233 - | 2007 RC317               | 10 settembre 2007 | Spacewatch           |
| 435234 - | 2007 RS317               | 10 settembre 2007 | Mt. Lemmon Survey    |
| 435235 - | 2007 RR319               | 12 settembre 2007 | Mt. Lemmon Survey    |
| 435236 - | 2007 RU320               | 14 settembre 2007 | Mt. Lemmon Survey    |
| 435237 - | 2007 RC323               | 14 settembre 2007 | Mt. Lemmon Survey    |
| 435238 - | 2007 RE323               | 15 settembre 2007 | LINEAR               |
| 435239 - | 2007 RE324               | 14 settembre 2007 | Mt. Lemmon Survey    |
| 435240 - | 2007 SV15                | 27 agosto 1998    | Spacewatch           |
| 435241 - | 2007 SD20                | 19 settembre 2007 | Spacewatch           |
| 435242 - | 2007 SY22                | 21 settembre 2007 | Spacewatch           |
| 435243 - | 2007 TD11                | 6 ottobre 2007    | LINEAR               |
| 435244 - | 2007 TA20                | 6 ottobre 2007    | LINEAR               |
| 435245 - | 2007 TM22                | 9 ottobre 2007    | Hug, G.              |
| 435246 - | 2007 TV24                | 11 ottobre 2007   | LINEAR               |
| 435247 - | 2007 TX34                | 6 ottobre 2007    | Spacewatch           |
| 435248 - | 2007 TQ36                | 5 settembre 2007  | CSS                  |
| 435249 - | 2007 TX39                | 9 settembre 2007  | Mt. Lemmon Survey    |
| 435250 - | 2007 TX55                | 4 ottobre 2007    | Spacewatch           |
| 435251 - | 2007 TM57                | 4 ottobre 2007    | Spacewatch           |
| 435252 - | 2007 TB68                | 10 ottobre 2007   | Mt. Lemmon Survey    |
| 435253 - | 2007 TT81                | 7 ottobre 2007    | CSS                  |
| 435254 - | 2007 TV87                | 8 ottobre 2007    | Mt. Lemmon Survey    |
| 435255 - | 2007 TC99                | 8 ottobre 2007    | Mt. Lemmon Survey    |
| 435256 - | 2007 TM133               | 7 ottobre 2007    | Mt. Lemmon Survey    |
| 435257 - | 2007 TN141               | 9 ottobre 2007    | Mt. Lemmon Survey    |
| 435258 - | 2007 TL146               | 5 settembre 2007  | Mt. Lemmon Survey    |
| 435259 - | 2007 TR164               | 12 settembre 2007 | Mt. Lemmon Survey    |
| 435260 - | 2007 TX164               | 11 ottobre 2007   | LINEAR               |
| 435261 - | 2007 TH185               | 8 ottobre 2007    | Spacewatch           |
| 435262 - | 2007 TQ189               | 25 maggio 2006    | Mt. Lemmon Survey    |
| 435263 - | 2007 TN199               | 8 ottobre 2007    | Spacewatch           |
| 435264 - | 2007 TV214               | 7 ottobre 2007    | Spacewatch           |
| 435265 - | 2007 TN218               | 7 ottobre 2007    | Spacewatch           |
| 435266 - | 2007 TV227               | 8 ottobre 2007    | Spacewatch           |
| 435267 - | 2007 TH228               | 8 ottobre 2007    | Spacewatch           |
| 435268 - | 2007 TM230               | 8 ottobre 2007    | Spacewatch           |
| 435269 - | 2007 TO245               | 8 ottobre 2007    | Mt. Lemmon Survey    |
| 435270 - | 2007 TM246               | 9 ottobre 2007    | Spacewatch           |
| 435271 - | 2007 TV252               | 7 ottobre 2007    | Mt. Lemmon Survey    |
| 435272 - | 2007 TR262               | 15 settembre 2007 | Mt. Lemmon Survey    |
| 435273 - | 2007 TW272               | 9 ottobre 2007    | Spacewatch           |
| 435274 - | 2007 TS281               | 7 ottobre 2007    | CSS                  |
| 435275 - | 2007 TK288               | 11 ottobre 2007   | CSS                  |
| 435276 - | 2007 TX300               | 8 ottobre 2007    | Spacewatch           |
| 435277 - | 2007 TS305               | 13 settembre 2007 | Spacewatch           |
| 435278 - | 2007 TP315               | 12 ottobre 2007   | Spacewatch           |
| 435279 - | 2007 TO317               | 12 ottobre 2007   | Spacewatch           |
| 435280 - | 2007 TT319               | 12 ottobre 2007   | Spacewatch           |
| 435281 - | 2007 TU328               | 7 ottobre 2007    | Spacewatch           |
| 435282 - | 2007 TV333               | 14 settembre 2007 | Mt. Lemmon Survey    |
| 435283 - | 2007 TC347               | 13 ottobre 2007   | Mt. Lemmon Survey    |
| 435284 - | 2007 TE361               | 14 ottobre 2007   | Mt. Lemmon Survey    |
| 435285 - | 2007 TU372               | 14 ottobre 2007   | Mt. Lemmon Survey    |
| 435286 - | 2007 TM377               | 11 ottobre 2007   | CSS                  |
| 435287 - | 2007 TO382               | 14 ottobre 2007   | Spacewatch           |
| 435288 - | 2007 TS384               | 14 ottobre 2007   | Mt. Lemmon Survey    |
| 435289 - | 2007 TA388               | 13 ottobre 2007   | Mt. Lemmon Survey    |
| 435290 - | 2007 TF400               | 10 ottobre 2007   | CSS                  |
| 435291 - | 2007 TT412               | 15 ottobre 2007   | LONEOS               |
| 435292 - | 2007 TQ413               | 15 ottobre 2007   | LONEOS               |
| 435293 - | 2007 TV413               | 15 ottobre 2007   | CSS                  |
| 435294 - | 2007 TM423               | 4 ottobre 2007    | Spacewatch           |
| 435295 - | 2007 TS426               | 9 ottobre 2007    | Spacewatch           |
| 435296 - | 2007 TQ429               | 10 settembre 2007 | Mt. Lemmon Survey    |
| 435297 - | 2007 TZ430               | 7 ottobre 2007    | Mt. Lemmon Survey    |
| 435298 - | 2007 TS433               | 12 ottobre 2007   | CSS                  |
| 435299 - | 2007 TX442               | 10 ottobre 2007   | CSS                  |
| 435300 - | 2007 TB450               | 10 ottobre 2007   | Mt. Lemmon Survey    |

## 435301-435400
| Nome     | Designazione provvisoria | Data di scoperta  | Scopritore        |
| -------- | ------------------------ | ----------------- | ----------------- |
| 435301 - | 2007 TD452               | 14 ottobre 2007   | Mt. Lemmon Survey |
| 435302 - | 2007 US6                 | 21 ottobre 2007   | LINEAR            |
| 435303 - | 2007 UW14                | 17 ottobre 2007   | CSS               |
| 435304 - | 2007 UV41                | 16 ottobre 2007   | Mt. Lemmon Survey |
| 435305 - | 2007 UN44                | 18 ottobre 2007   | Mt. Lemmon Survey |
| 435306 - | 2007 UD51                | 24 ottobre 2007   | Mt. Lemmon Survey |
| 435307 - | 2007 UH54                | 30 ottobre 2007   | Spacewatch        |
| 435308 - | 2007 UV55                | 30 ottobre 2007   | Spacewatch        |
| 435309 - | 2007 UZ57                | 10 ottobre 2007   | Spacewatch        |
| 435310 - | 2007 UW60                | 30 ottobre 2007   | Mt. Lemmon Survey |
| 435311 - | 2007 UT63                | 7 ottobre 2007    | Mt. Lemmon Survey |
| 435312 - | 2007 UC79                | 8 ottobre 2007    | Spacewatch        |
| 435313 - | 2007 UX96                | 30 ottobre 2007   | Spacewatch        |
| 435314 - | 2007 UW99                | 16 ottobre 2007   | Mt. Lemmon Survey |
| 435315 - | 2007 UH102               | 24 agosto 2007    | Spacewatch        |
| 435316 - | 2007 UK111               | 4 ottobre 2007    | Spacewatch        |
| 435317 - | 2007 UE122               | 20 ottobre 2007   | Spacewatch        |
| 435318 - | 2007 UJ122               | 8 ottobre 2007    | Mt. Lemmon Survey |
| 435319 - | 2007 UQ126               | 16 ottobre 2007   | Mt. Lemmon Survey |
| 435320 - | 2007 UZ130               | 17 ottobre 2007   | Mt. Lemmon Survey |
| 435321 - | 2007 UZ139               | 31 ottobre 2007   | Mt. Lemmon Survey |
| 435322 - | 2007 UV140               | 20 ottobre 2007   | Mt. Lemmon Survey |
| 435323 - | 2007 VB5                 | 3 novembre 2007   | Chante-Perdrix    |
| 435324 - | 2007 VZ8                 | 19 ottobre 2007   | LINEAR            |
| 435325 - | 2007 VN11                | 2 novembre 2007   | CSS               |
| 435326 - | 2007 VU11                | 31 ottobre 2007   | Mt. Lemmon Survey |
| 435327 - | 2007 VF18                | 7 ottobre 2007    | Mt. Lemmon Survey |
| 435328 - | 2007 VW23                | 10 ottobre 2007   | Spacewatch        |
| 435329 - | 2007 VO26                | 26 settembre 2007 | Mt. Lemmon Survey |
| 435330 - | 2007 VK31                | 11 ottobre 2007   | Spacewatch        |
| 435331 - | 2007 VY42                | 3 novembre 2007   | Spacewatch        |
| 435332 - | 2007 VX45                | 16 ottobre 2007   | CSS               |
| 435333 - | 2007 VR46                | 1º novembre 2007  | Spacewatch        |
| 435334 - | 2007 VR49                | 1º novembre 2007  | Spacewatch        |
| 435335 - | 2007 VG50                | 1º novembre 2007  | Spacewatch        |
| 435336 - | 2007 VS50                | 1º novembre 2007  | Spacewatch        |
| 435337 - | 2007 VE59                | 1º novembre 2007  | Spacewatch        |
| 435338 - | 2007 VU68                | 3 novembre 2007   | Mt. Lemmon Survey |
| 435339 - | 2007 VE105               | 3 novembre 2007   | Spacewatch        |
| 435340 - | 2007 VO106               | 3 novembre 2007   | Spacewatch        |
| 435341 - | 2007 VP111               | 30 ottobre 2007   | Spacewatch        |
| 435342 - | 2007 VY113               | 3 novembre 2007   | Spacewatch        |
| 435343 - | 2007 VB121               | 5 novembre 2007   | Spacewatch        |
| 435344 - | 2007 VM124               | 5 novembre 2007   | Mt. Lemmon Survey |
| 435345 - | 2007 VS147               | 4 novembre 2007   | Spacewatch        |
| 435346 - | 2007 VB153               | 3 novembre 2007   | Spacewatch        |
| 435347 - | 2007 VB160               | 5 novembre 2007   | Spacewatch        |
| 435348 - | 2007 VN168               | 5 novembre 2007   | Spacewatch        |
| 435349 - | 2007 VY170               | 7 novembre 2007   | Spacewatch        |
| 435350 - | 2007 VP172               | 2 novembre 2007   | Mt. Lemmon Survey |
| 435351 - | 2007 VS182               | 12 ottobre 2007   | Spacewatch        |
| 435352 - | 2007 VC194               | 8 ottobre 2007    | Spacewatch        |
| 435353 - | 2007 VO209               | 9 settembre 2007  | Mt. Lemmon Survey |
| 435354 - | 2007 VJ213               | 14 ottobre 2007   | Mt. Lemmon Survey |
| 435355 - | 2007 VO218               | 5 novembre 2007   | Spacewatch        |
| 435356 - | 2007 VF230               | 17 ottobre 2007   | Mt. Lemmon Survey |
| 435357 - | 2007 VG231               | 7 novembre 2007   | Spacewatch        |
| 435358 - | 2007 VK237               | 18 settembre 2007 | Mt. Lemmon Survey |
| 435359 - | 2007 VD242               | 12 novembre 2007  | CSS               |
| 435360 - | 2007 VP247               | 13 novembre 2007  | Mt. Lemmon Survey |
| 435361 - | 2007 VN250               | 15 novembre 2007  | Mt. Lemmon Survey |
| 435362 - | 2007 VF262               | 13 novembre 2007  | Mt. Lemmon Survey |
| 435363 - | 2007 VT286               | 14 novembre 2007  | Spacewatch        |
| 435364 - | 2007 VA287               | 15 novembre 2007  | LONEOS            |
| 435365 - | 2007 VD287               | 10 ottobre 2007   | Spacewatch        |
| 435366 - | 2007 VV290               | 2 novembre 2007   | Spacewatch        |
| 435367 - | 2007 VK291               | 14 novembre 2007  | Spacewatch        |
| 435368 - | 2007 VJ292               | 14 novembre 2007  | Spacewatch        |
| 435369 - | 2007 VB307               | 2 novembre 2007   | Mt. Lemmon Survey |
| 435370 - | 2007 VS308               | 7 novembre 2007   | Spacewatch        |
| 435371 - | 2007 VX316               | 11 novembre 2007  | Mt. Lemmon Survey |
| 435372 - | 2007 VU320               | 2 novembre 2007   | Mt. Lemmon Survey |
| 435373 - | 2007 VV327               | 27 gennaio 1998   | ODAS              |
| 435374 - | 2007 VR329               | 1º novembre 2007  | Spacewatch        |
| 435375 - | 2007 VS330               | 4 novembre 2007   | Mt. Lemmon Survey |
| 435376 - | 2007 VU330               | 4 novembre 2007   | Spacewatch        |
| 435377 - | 2007 WL14                | 1º novembre 2007  | Spacewatch        |
| 435378 - | 2007 WC20                | 2 novembre 2007   | Mt. Lemmon Survey |
| 435379 - | 2007 WJ25                | 18 novembre 2007  | Mt. Lemmon Survey |
| 435380 - | 2007 WD42                | 18 novembre 2007  | Mt. Lemmon Survey |
| 435381 - | 2007 XA16                | 8 dicembre 2007   | OAM               |
| 435382 - | 2007 XG16                | 15 settembre 2007 | Mt. Lemmon Survey |
| 435383 - | 2007 XN34                | 8 novembre 2007   | LINEAR            |
| 435384 - | 2007 XF44                | 15 dicembre 2007  | Spacewatch        |
| 435385 - | 2007 XU49                | 15 dicembre 2007  | Spacewatch        |
| 435386 - | 2007 XQ55                | 9 ottobre 2007    | Spacewatch        |
| 435387 - | 2007 XT56                | 3 dicembre 2007   | Spacewatch        |
| 435388 - | 2007 XP57                | 4 dicembre 2007   | Mt. Lemmon Survey |
| 435389 - | 2007 YY10                | 2 novembre 2007   | Mt. Lemmon Survey |
| 435390 - | 2007 YO13                | 11 novembre 2007  | Mt. Lemmon Survey |
| 435391 - | 2007 YO16                | 16 dicembre 2007  | Spacewatch        |
| 435392 - | 2007 YP23                | 12 novembre 2007  | Mt. Lemmon Survey |
| 435393 - | 2007 YW25                | 18 dicembre 2007  | Mt. Lemmon Survey |
| 435394 - | 2007 YO28                | 19 dicembre 2007  | Spacewatch        |
| 435395 - | 2007 YA30                | 28 dicembre 2007  | Healy, D.         |
| 435396 - | 2007 YE42                | 30 dicembre 2007  | Spacewatch        |
| 435397 - | 2007 YN53                | 30 dicembre 2007  | Spacewatch        |
| 435398 - | 2007 YH65                | 31 dicembre 2007  | Spacewatch        |
| 435399 - | 2007 YL74                | 31 dicembre 2007  | LUSS              |
| 435400 - | 2007 YS74                | 30 dicembre 2007  | Mt. Lemmon Survey |

## 435401-435500
| Nome     | Designazione provvisoria | Data di scoperta  | Scopritore        |
| -------- | ------------------------ | ----------------- | ----------------- |
| 435401 - | 2008 AZ8                 | 30 dicembre 2007  | Mt. Lemmon Survey |
| 435402 - | 2008 AU10                | 10 gennaio 2008   | Mt. Lemmon Survey |
| 435403 - | 2008 AW12                | 10 gennaio 2008   | Mt. Lemmon Survey |
| 435404 - | 2008 AT28                | 10 gennaio 2008   | Spacewatch        |
| 435405 - | 2008 AL30                | 11 gennaio 2008   | Yeung, W. K. Y.   |
| 435406 - | 2008 AU47                | 4 dicembre 2007   | Mt. Lemmon Survey |
| 435407 - | 2008 AM59                | 15 dicembre 2007  | Mt. Lemmon Survey |
| 435408 - | 2008 AP59                | 11 gennaio 2008   | Spacewatch        |
| 435409 - | 2008 AU62                | 11 gennaio 2008   | Mt. Lemmon Survey |
| 435410 - | 2008 AD83                | 11 novembre 2007  | Mt. Lemmon Survey |
| 435411 - | 2008 AW83                | 11 novembre 2007  | Mt. Lemmon Survey |
| 435412 - | 2008 AR85                | 31 dicembre 2007  | Mt. Lemmon Survey |
| 435413 - | 2008 AA93                | 14 gennaio 2008   | Spacewatch        |
| 435414 - | 2008 AU99                | 18 settembre 2003 | Spacewatch        |
| 435415 - | 2008 AB133               | 31 dicembre 2007  | Spacewatch        |
| 435416 - | 2008 AS137               | 10 gennaio 2008   | Spacewatch        |
| 435417 - | 2008 AZ137               | 12 gennaio 2008   | Mt. Lemmon Survey |
| 435418 - | 2008 BX14                | 23 novembre 2006  | Mt. Lemmon Survey |
| 435419 - | 2008 BO35                | 30 gennaio 2008   | Spacewatch        |
| 435420 - | 2008 BW44                | 13 novembre 2006  | CSS               |
| 435421 - | 2008 BH48                | 18 gennaio 2008   | Spacewatch        |
| 435422 - | 2008 BW48                | 30 gennaio 2008   | Mt. Lemmon Survey |
| 435423 - | 2008 CR5                 | 6 febbraio 2008   | LINEAR            |
| 435424 - | 2008 CQ8                 | 11 gennaio 2008   | Mt. Lemmon Survey |
| 435425 - | 2008 CC9                 | 14 gennaio 2008   | Spacewatch        |
| 435426 - | 2008 CE29                | 10 gennaio 2008   | Mt. Lemmon Survey |
| 435427 - | 2008 CN37                | 2 febbraio 2008   | Spacewatch        |
| 435428 - | 2008 CW39                | 15 gennaio 2008   | Mt. Lemmon Survey |
| 435429 - | 2008 CO50                | 6 febbraio 2008   | LONEOS            |
| 435430 - | 2008 CH78                | 7 febbraio 2008   | Spacewatch        |
| 435431 - | 2008 CL78                | 7 novembre 2007   | Mt. Lemmon Survey |
| 435432 - | 2008 CX122               | 7 febbraio 2008   | Mt. Lemmon Survey |
| 435433 - | 2008 CY123               | 15 gennaio 2008   | Mt. Lemmon Survey |
| 435434 - | 2008 CA129               | 8 febbraio 2008   | Spacewatch        |
| 435435 - | 2008 CW140               | 8 febbraio 2008   | Mt. Lemmon Survey |
| 435436 - | 2008 CT146               | 9 febbraio 2008   | Spacewatch        |
| 435437 - | 2008 CJ147               | 9 febbraio 2008   | Spacewatch        |
| 435438 - | 2008 CS161               | 28 dicembre 2007  | Spacewatch        |
| 435439 - | 2008 CD172               | 12 febbraio 2008  | Mt. Lemmon Survey |
| 435440 - | 2008 CN195               | 1º febbraio 2008  | Spacewatch        |
| 435441 - | 2008 DJ5                 | 28 febbraio 2008  | Mt. Lemmon Survey |
| 435442 - | 2008 DW6                 | 24 febbraio 2008  | Spacewatch        |
| 435443 - | 2008 DF19                | 7 febbraio 2008   | Spacewatch        |
| 435444 - | 2008 DP20                | 28 febbraio 2008  | Mt. Lemmon Survey |
| 435445 - | 2008 DJ55                | 26 febbraio 2008  | Spacewatch        |
| 435446 - | 2008 DR66                | 29 febbraio 2008  | Spacewatch        |
| 435447 - | 2008 DU68                | 29 febbraio 2008  | Spacewatch        |
| 435448 - | 2008 DH78                | 8 febbraio 2008   | Mt. Lemmon Survey |
| 435449 - | 2008 DS81                | 27 febbraio 2008  | Spacewatch        |
| 435450 - | 2008 ET25                | 15 gennaio 2008   | Mt. Lemmon Survey |
| 435451 - | 2008 EW73                | 27 febbraio 2008  | Spacewatch        |
| 435452 - | 2008 EB103               | 5 marzo 2008      | Mt. Lemmon Survey |
| 435453 - | 2008 EO116               | 8 marzo 2008      | Spacewatch        |
| 435454 - | 2008 ER117               | 9 marzo 2008      | Mt. Lemmon Survey |
| 435455 - | 2008 EM139               | 11 marzo 2008     | CSS               |
| 435456 - | 2008 EN142               | 12 marzo 2008     | Spacewatch        |
| 435457 - | 2008 EY147               | 1º marzo 2008     | Spacewatch        |
| 435458 - | 2008 ES149               | 5 marzo 2008      | Spacewatch        |
| 435459 - | 2008 ES150               | 4 marzo 2008      | Mt. Lemmon Survey |
| 435460 - | 2008 ES161               | 9 marzo 2008      | Spacewatch        |
| 435461 - | 2008 FL3                 | 25 marzo 2008     | Spacewatch        |
| 435462 - | 2008 FW4                 | 26 marzo 2008     | Mt. Lemmon Survey |
| 435463 - | 2008 FY9                 | 26 marzo 2008     | Spacewatch        |
| 435464 - | 2008 FZ16                | 27 marzo 2008     | Spacewatch        |
| 435465 - | 2008 FA23                | 10 marzo 2008     | Mt. Lemmon Survey |
| 435466 - | 2008 FA38                | 4 marzo 2008      | Mt. Lemmon Survey |
| 435467 - | 2008 FB41                | 28 marzo 2008     | Spacewatch        |
| 435468 - | 2008 FD51                | 28 marzo 2008     | Mt. Lemmon Survey |
| 435469 - | 2008 FQ66                | 28 marzo 2008     | Spacewatch        |
| 435470 - | 2008 FM68                | 5 marzo 2008      | Mt. Lemmon Survey |
| 435471 - | 2008 FT68                | 28 marzo 2008     | Mt. Lemmon Survey |
| 435472 - | 2008 FS75                | 31 marzo 2008     | Mt. Lemmon Survey |
| 435473 - | 2008 FD84                | 10 marzo 2008     | Spacewatch        |
| 435474 - | 2008 FD98                | 30 marzo 2008     | Spacewatch        |
| 435475 - | 2008 FN102               | 30 marzo 2008     | Spacewatch        |
| 435476 - | 2008 FC103               | 30 marzo 2008     | Spacewatch        |
| 435477 - | 2008 FU106               | 31 marzo 2008     | Spacewatch        |
| 435478 - | 2008 FC116               | 31 marzo 2008     | Mt. Lemmon Survey |
| 435479 - | 2008 FG119               | 31 marzo 2008     | Mt. Lemmon Survey |
| 435480 - | 2008 FR122               | 26 marzo 2008     | Spacewatch        |
| 435481 - | 2008 FS124               | 30 marzo 2008     | Spacewatch        |
| 435482 - | 2008 FB130               | 29 marzo 2008     | Mt. Lemmon Survey |
| 435483 - | 2008 FU136               | 29 marzo 2008     | Spacewatch        |
| 435484 - | 2008 GY2                 | 11 marzo 2008     | CSS               |
| 435485 - | 2008 GV4                 | 10 febbraio 2008  | Spacewatch        |
| 435486 - | 2008 GD6                 | 27 marzo 2008     | Spacewatch        |
| 435487 - | 2008 GJ9                 | 1º aprile 2008    | Spacewatch        |
| 435488 - | 2008 GH11                | 1º aprile 2008    | Spacewatch        |
| 435489 - | 2008 GL35                | 3 aprile 2008     | Spacewatch        |
| 435490 - | 2008 GW36                | 3 aprile 2008     | Spacewatch        |
| 435491 - | 2008 GF43                | 4 aprile 2008     | Mt. Lemmon Survey |
| 435492 - | 2008 GZ49                | 5 aprile 2008     | Spacewatch        |
| 435493 - | 2008 GK75                | 30 marzo 2008     | Spacewatch        |
| 435494 - | 2008 GT79                | 7 aprile 2008     | Spacewatch        |
| 435495 - | 2008 GB80                | 7 aprile 2008     | Spacewatch        |
| 435496 - | 2008 GR81                | 7 aprile 2008     | Spacewatch        |
| 435497 - | 2008 GP85                | 3 aprile 2008     | Spacewatch        |
| 435498 - | 2008 GF90                | 5 marzo 2008      | Spacewatch        |
| 435499 - | 2008 GN94                | 28 marzo 2008     | Spacewatch        |
| 435500 - | 2008 GK100               | 9 aprile 2008     | Spacewatch        |

## 435501-435600
| Nome         | Designazione provvisoria | Data di scoperta  | Scopritore               |
| ------------ | ------------------------ | ----------------- | ------------------------ |
| 435501 -     | 2008 GB111               | 11 marzo 2008     | CSS                      |
| 435502 -     | 2008 GD121               | 13 aprile 2008    | Spacewatch               |
| 435503 -     | 2008 GK122               | 13 aprile 2008    | Spacewatch               |
| 435504 -     | 2008 GS132               | 14 aprile 2008    | Spacewatch               |
| 435505 -     | 2008 HG10                | 24 aprile 2008    | Mt. Lemmon Survey        |
| 435506 -     | 2008 HK11                | 10 aprile 2008    | Spacewatch               |
| 435507 -     | 2008 HP16                | 25 aprile 2008    | Spacewatch               |
| 435508 -     | 2008 HE23                | 10 marzo 2008     | Spacewatch               |
| 435509 -     | 2008 HF28                | 28 aprile 2008    | Spacewatch               |
| 435510 -     | 2008 HV28                | 28 aprile 2008    | Spacewatch               |
| 435511 -     | 2008 HP41                | 26 aprile 2008    | Mt. Lemmon Survey        |
| 435512 -     | 2008 HU47                | 28 aprile 2008    | Spacewatch               |
| 435513 -     | 2008 HQ50                | 29 aprile 2008    | Spacewatch               |
| 435514 -     | 2008 HJ62                | 30 aprile 2008    | Spacewatch               |
| 435515 -     | 2008 HW66                | 26 aprile 2008    | Spacewatch               |
| 435516 -     | 2008 JE10                | 3 maggio 2008     | Spacewatch               |
| 435517 -     | 2008 JO10                | 8 aprile 2008     | Spacewatch               |
| 435518 -     | 2008 JR11                | 3 maggio 2008     | Spacewatch               |
| 435519 -     | 2008 JQ15                | 2 maggio 2008     | Spacewatch               |
| 435520 -     | 2008 JA16                | 3 maggio 2008     | Mt. Lemmon Survey        |
| 435521 -     | 2008 JL34                | 15 aprile 2008    | Mt. Lemmon Survey        |
| 435522 -     | 2008 JF39                | 4 maggio 2008     | Spacewatch               |
| 435523 -     | 2008 KW4                 | 27 maggio 2008    | Spacewatch               |
| 435524 -     | 2008 KR8                 | 3 maggio 2008     | Spacewatch               |
| 435525 -     | 2008 KM9                 | 27 maggio 2008    | Spacewatch               |
| 435526 -     | 2008 KF15                | 27 maggio 2008    | Spacewatch               |
| 435527 -     | 2008 KU17                | 28 aprile 2008    | Spacewatch               |
| 435528 -     | 2008 KG25                | 29 maggio 2008    | Mt. Lemmon Survey        |
| 435529 -     | 2008 KK25                | 29 maggio 2008    | Mt. Lemmon Survey        |
| 435530 -     | 2008 KC33                | 4 maggio 2008     | Spacewatch               |
| 435531 -     | 2008 KC35                | 27 maggio 2008    | Spacewatch               |
| 435532 -     | 2008 KK35                | 27 maggio 2008    | Spacewatch               |
| 435533 -     | 2008 LA1                 | 24 aprile 2008    | Spacewatch               |
| 435534 -     | 2008 LA17                | 13 maggio 2008    | Mt. Lemmon Survey        |
| 435535 -     | 2008 LG17                | 26 maggio 2008    | Spacewatch               |
| 435536 -     | 2008 LN17                | 10 giugno 2008    | Spacewatch               |
| 435537 -     | 2008 ME5                 | 30 giugno 2008    | Spacewatch               |
| 435538 -     | 2008 NW2                 | 2 luglio 2008     | Spacewatch               |
| 435539 -     | 2008 OV                  | 25 luglio 2008    | OAM                      |
| 435540 -     | 2008 OS1                 | 14 giugno 2008    | Spacewatch               |
| 435541 -     | 2008 OF3                 | 27 luglio 2008    | BATTeRS                  |
| 435542 -     | 2008 OH20                | 30 luglio 2008    | Spacewatch               |
| 435543 -     | 2008 OJ23                | 25 luglio 2008    | Siding Spring Survey     |
| 435544 -     | 2008 OV23                | 30 luglio 2008    | Spacewatch               |
| 435545 -     | 2008 OC24                | 30 luglio 2008    | CSS                      |
| 435546 -     | 2008 OK25                | 29 luglio 2008    | Mt. Lemmon Survey        |
| 435547 -     | 2008 PX4                 | 5 agosto 2008     | Hoenig, S. F., Teamo, N. |
| 435548 -     | 2008 QT3                 | 24 agosto 2008    | Crni Vrh                 |
| 435549 -     | 2008 QZ3                 | 24 agosto 2008    | Ory, M.                  |
| 435550 -     | 2008 QY9                 | 21 agosto 2008    | Spacewatch               |
| 435551 -     | 2008 QY12                | 7 agosto 2008     | Spacewatch               |
| 435552 Morin | 2008 QM14                | 27 agosto 2008    | Pises                    |
| 435553 -     | 2008 QB21                | 24 agosto 2008    | OAM                      |
| 435554 -     | 2008 QO36                | 21 agosto 2008    | Spacewatch               |
| 435555 -     | 2008 QF38                | 23 agosto 2008    | Spacewatch               |
| 435556 -     | 2008 QB40                | 27 agosto 2008    | OAM                      |
| 435557 -     | 2008 QG48                | 27 agosto 2008    | OAM                      |
| 435558 -     | 2008 RT3                 | 2 settembre 2008  | Spacewatch               |
| 435559 -     | 2008 RW3                 | 2 settembre 2008  | Spacewatch               |
| 435560 -     | 2008 RS9                 | 3 settembre 2008  | Spacewatch               |
| 435561 -     | 2008 RN25                | 5 settembre 2008  | Healy, D.                |
| 435562 -     | 2008 RX27                | 1º settembre 2008 | Siding Spring Survey     |
| 435563 -     | 2008 RA29                | 2 settembre 2008  | Spacewatch               |
| 435564 -     | 2008 RQ30                | 2 settembre 2008  | Spacewatch               |
| 435565 -     | 2008 RM39                | 2 settembre 2008  | Spacewatch               |
| 435566 -     | 2008 RN42                | 2 settembre 2008  | Spacewatch               |
| 435567 -     | 2008 RS49                | 29 luglio 2008    | Mt. Lemmon Survey        |
| 435568 -     | 2008 RU49                | 3 settembre 2008  | Spacewatch               |
| 435569 -     | 2008 RK68                | 4 settembre 2008  | Spacewatch               |
| 435570 -     | 2008 RT68                | 4 settembre 2008  | Spacewatch               |
| 435571 -     | 2008 RY71                | 21 agosto 2008    | Spacewatch               |
| 435572 -     | 2008 RH73                | 21 agosto 2008    | Spacewatch               |
| 435573 -     | 2008 RA82                | 4 settembre 2008  | Spacewatch               |
| 435574 -     | 2008 RD85                | 4 settembre 2008  | Spacewatch               |
| 435575 -     | 2008 RX99                | 2 settembre 2008  | Spacewatch               |
| 435576 -     | 2008 RO105               | 6 settembre 2008  | Mt. Lemmon Survey        |
| 435577 -     | 2008 RV109               | 3 settembre 2008  | Spacewatch               |
| 435578 -     | 2008 RB113               | 5 settembre 2008  | Spacewatch               |
| 435579 -     | 2008 RJ113               | 5 settembre 2008  | Spacewatch               |
| 435580 -     | 2008 RW114               | 6 settembre 2008  | Mt. Lemmon Survey        |
| 435581 -     | 2008 RE119               | 3 settembre 2008  | Spacewatch               |
| 435582 -     | 2008 RZ121               | 3 settembre 2008  | Spacewatch               |
| 435583 -     | 2008 RH122               | 3 settembre 2008  | Spacewatch               |
| 435584 -     | 2008 RR122               | 4 settembre 2008  | Spacewatch               |
| 435585 -     | 2008 RP129               | 7 settembre 2008  | Mt. Lemmon Survey        |
| 435586 -     | 2008 RF130               | 7 settembre 2008  | Mt. Lemmon Survey        |
| 435587 -     | 2008 RP136               | 4 settembre 2008  | Spacewatch               |
| 435588 -     | 2008 RR139               | 7 settembre 2008  | CSS                      |
| 435589 -     | 2008 RV139               | 7 settembre 2008  | Mt. Lemmon Survey        |
| 435590 -     | 2008 RW140               | 9 settembre 2008  | Mt. Lemmon Survey        |
| 435591 -     | 2008 SY2                 | 19 settembre 2008 | LINEAR                   |
| 435592 -     | 2008 SJ8                 | 5 settembre 2008  | Spacewatch               |
| 435593 -     | 2008 SL9                 | 4 settembre 2003  | Spacewatch               |
| 435594 -     | 2008 SY9                 | 22 settembre 2008 | LINEAR                   |
| 435595 -     | 2008 SN11                | 6 settembre 2008  | Spacewatch               |
| 435596 -     | 2008 SJ14                | 29 luglio 2008    | Spacewatch               |
| 435597 -     | 2008 SB21                | 19 settembre 2008 | Spacewatch               |
| 435598 -     | 2008 SB36                | 20 settembre 2008 | Spacewatch               |
| 435599 -     | 2008 SQ39                | 20 settembre 2008 | Spacewatch               |
| 435600 -     | 2008 SK45                | 20 settembre 2008 | Spacewatch               |

## 435601-435700
| Nome     | Designazione provvisoria | Data di scoperta  | Scopritore           |
| -------- | ------------------------ | ----------------- | -------------------- |
| 435601 - | 2008 SL45                | 20 settembre 2008 | Spacewatch           |
| 435602 - | 2008 SN54                | 20 settembre 2008 | Mt. Lemmon Survey    |
| 435603 - | 2008 SF55                | 20 settembre 2008 | Mt. Lemmon Survey    |
| 435604 - | 2008 SC59                | 20 settembre 2008 | Spacewatch           |
| 435605 - | 2008 SG61                | 20 settembre 2008 | Spacewatch           |
| 435606 - | 2008 SE62                | 9 settembre 2008  | Mt. Lemmon Survey    |
| 435607 - | 2008 SN63                | 7 settembre 2008  | Mt. Lemmon Survey    |
| 435608 - | 2008 SL66                | 21 settembre 2008 | CSS                  |
| 435609 - | 2008 SX68                | 22 settembre 2008 | Spacewatch           |
| 435610 - | 2008 SA70                | 6 agosto 2008     | Siding Spring Survey |
| 435611 - | 2008 SK71                | 22 settembre 2008 | Spacewatch           |
| 435612 - | 2008 SU77                | 23 settembre 2008 | Mt. Lemmon Survey    |
| 435613 - | 2008 SP83                | 27 settembre 2008 | Ries, W.             |
| 435614 - | 2008 SP86                | 20 settembre 2008 | Spacewatch           |
| 435615 - | 2008 SO95                | 21 settembre 2008 | Spacewatch           |
| 435616 - | 2008 SJ100               | 21 settembre 2008 | Spacewatch           |
| 435617 - | 2008 SL101               | 21 settembre 2008 | Spacewatch           |
| 435618 - | 2008 SW104               | 21 settembre 2008 | Spacewatch           |
| 435619 - | 2008 SF105               | 21 settembre 2008 | Spacewatch           |
| 435620 - | 2008 SP107               | 22 settembre 2008 | Spacewatch           |
| 435621 - | 2008 SJ114               | 22 settembre 2008 | Spacewatch           |
| 435622 - | 2008 SX119               | 22 settembre 2008 | Mt. Lemmon Survey    |
| 435623 - | 2008 SA121               | 22 settembre 2008 | Mt. Lemmon Survey    |
| 435624 - | 2008 SG121               | 22 settembre 2008 | Mt. Lemmon Survey    |
| 435625 - | 2008 SA123               | 22 settembre 2008 | Mt. Lemmon Survey    |
| 435626 - | 2008 SB123               | 22 settembre 2008 | Mt. Lemmon Survey    |
| 435627 - | 2008 SU125               | 22 settembre 2008 | Mt. Lemmon Survey    |
| 435628 - | 2008 SJ128               | 22 settembre 2008 | Spacewatch           |
| 435629 - | 2008 SS128               | 22 settembre 2008 | Spacewatch           |
| 435630 - | 2008 SR129               | 22 settembre 2008 | Spacewatch           |
| 435631 - | 2008 SE133               | 22 settembre 2008 | Spacewatch           |
| 435632 - | 2008 SB137               | 23 settembre 2008 | Mt. Lemmon Survey    |
| 435633 - | 2008 SW141               | 24 settembre 2008 | Mt. Lemmon Survey    |
| 435634 - | 2008 SX141               | 24 settembre 2008 | Mt. Lemmon Survey    |
| 435635 - | 2008 SJ155               | 23 settembre 2008 | LINEAR               |
| 435636 - | 2008 SM158               | 24 settembre 2008 | LINEAR               |
| 435637 - | 2008 SB164               | 28 settembre 2008 | LINEAR               |
| 435638 - | 2008 SA172               | 14 marzo 2007     | CSS                  |
| 435639 - | 2008 SX187               | 25 settembre 2008 | Spacewatch           |
| 435640 - | 2008 ST193               | 25 settembre 2008 | Spacewatch           |
| 435641 - | 2008 SX193               | 25 settembre 2008 | Spacewatch           |
| 435642 - | 2008 SH204               | 26 settembre 2008 | Spacewatch           |
| 435643 - | 2008 SF210               | 2 settembre 2008  | Spacewatch           |
| 435644 - | 2008 SN219               | 5 settembre 2008  | Spacewatch           |
| 435645 - | 2008 SY224               | 26 settembre 2008 | Spacewatch           |
| 435646 - | 2008 SR225               | 26 settembre 2008 | Spacewatch           |
| 435647 - | 2008 SB232               | 28 settembre 2008 | Mt. Lemmon Survey    |
| 435648 - | 2008 SL237               | 29 settembre 2008 | Mt. Lemmon Survey    |
| 435649 - | 2008 SX239               | 21 settembre 2008 | Spacewatch           |
| 435650 - | 2008 SA245               | 2 settembre 2008  | Spacewatch           |
| 435651 - | 2008 SR258               | 22 settembre 2008 | CSS                  |
| 435652 - | 2008 SF263               | 24 settembre 2008 | Spacewatch           |
| 435653 - | 2008 SA266               | 29 settembre 2008 | Spacewatch           |
| 435654 - | 2008 SP269               | 22 settembre 2008 | Spacewatch           |
| 435655 - | 2008 SY269               | 23 settembre 2008 | Spacewatch           |
| 435656 - | 2008 SC270               | 23 settembre 2008 | CSS                  |
| 435657 - | 2008 SV271               | 23 settembre 2008 | Mt. Lemmon Survey    |
| 435658 - | 2008 SG274               | 19 settembre 2008 | Spacewatch           |
| 435659 - | 2008 SN274               | 20 settembre 2008 | Mt. Lemmon Survey    |
| 435660 - | 2008 SW278               | 25 settembre 2008 | Spacewatch           |
| 435661 - | 2008 SY279               | 24 settembre 2008 | Spacewatch           |
| 435662 - | 2008 SN282               | 22 settembre 2008 | Spacewatch           |
| 435663 - | 2008 SJ288               | 23 settembre 2008 | Spacewatch           |
| 435664 - | 2008 ST288               | 24 settembre 2008 | Mt. Lemmon Survey    |
| 435665 - | 2008 SN290               | 29 settembre 2008 | Spacewatch           |
| 435666 - | 2008 SE291               | 20 settembre 2008 | Mt. Lemmon Survey    |
| 435667 - | 2008 SY292               | 24 settembre 2008 | CSS                  |
| 435668 - | 2008 SF304               | 24 settembre 2008 | Mt. Lemmon Survey    |
| 435669 - | 2008 SR306               | 28 settembre 2008 | Mt. Lemmon Survey    |
| 435670 - | 2008 TK2                 | 23 settembre 2008 | CSS                  |
| 435671 - | 2008 TP2                 | 4 ottobre 2008    | OAM                  |
| 435672 - | 2008 TO3                 | 5 ottobre 2008    | Teamo, N.            |
| 435673 - | 2008 TM18                | 9 settembre 2008  | Mt. Lemmon Survey    |
| 435674 - | 2008 TT27                | 19 settembre 2008 | Spacewatch           |
| 435675 - | 2008 TT31                | 1º ottobre 2008   | Spacewatch           |
| 435676 - | 2008 TO37                | 1º ottobre 2008   | Mt. Lemmon Survey    |
| 435677 - | 2008 TX46                | 1º ottobre 2008   | Spacewatch           |
| 435678 - | 2008 TD47                | 1º ottobre 2008   | Spacewatch           |
| 435679 - | 2008 TB60                | 24 settembre 2008 | Spacewatch           |
| 435680 - | 2008 TY62                | 22 settembre 2008 | Mt. Lemmon Survey    |
| 435681 - | 2008 TK63                | 22 settembre 2008 | Mt. Lemmon Survey    |
| 435682 - | 2008 TU66                | 25 marzo 2006     | Mt. Lemmon Survey    |
| 435683 - | 2008 TW68                | 2 ottobre 2008    | Spacewatch           |
| 435684 - | 2008 TS75                | 22 settembre 2008 | Mt. Lemmon Survey    |
| 435685 - | 2008 TV78                | 2 luglio 2000     | Spacewatch           |
| 435686 - | 2008 TV90                | 3 ottobre 2008    | Spacewatch           |
| 435687 - | 2008 TO95                | 22 settembre 2008 | CSS                  |
| 435688 - | 2008 TH96                | 6 ottobre 2008    | Spacewatch           |
| 435689 - | 2008 TM103               | 6 ottobre 2008    | Spacewatch           |
| 435690 - | 2008 TN104               | 6 ottobre 2008    | Spacewatch           |
| 435691 - | 2008 TX110               | 6 ottobre 2008    | CSS                  |
| 435692 - | 2008 TJ114               | 23 settembre 2008 | Spacewatch           |
| 435693 - | 2008 TQ122               | 7 settembre 2008  | Mt. Lemmon Survey    |
| 435694 - | 2008 TN128               | 10 novembre 2004  | Spacewatch           |
| 435695 - | 2008 TX132               | 8 ottobre 2008    | Mt. Lemmon Survey    |
| 435696 - | 2008 TT135               | 8 ottobre 2008    | Spacewatch           |
| 435697 - | 2008 TU139               | 8 ottobre 2008    | Mt. Lemmon Survey    |
| 435698 - | 2008 TE142               | 24 febbraio 2006  | Spacewatch           |
| 435699 - | 2008 TQ142               | 9 ottobre 2008    | Mt. Lemmon Survey    |
| 435700 - | 2008 TW146               | 9 ottobre 2008    | Mt. Lemmon Survey    |

## 435701-435800
| Nome          | Designazione provvisoria | Data di scoperta  | Scopritore              |
| ------------- | ------------------------ | ----------------- | ----------------------- |
| 435701 -      | 2008 TF148               | 9 ottobre 2008    | Mt. Lemmon Survey       |
| 435702 -      | 2008 TY149               | 9 ottobre 2008    | Mt. Lemmon Survey       |
| 435703 -      | 2008 TV151               | 28 settembre 2008 | Mt. Lemmon Survey       |
| 435704 -      | 2008 TQ165               | 4 ottobre 2008    | CSS                     |
| 435705 -      | 2008 TX170               | 9 ottobre 2008    | Mt. Lemmon Survey       |
| 435706 -      | 2008 TT172               | 4 ottobre 2008    | Mt. Lemmon Survey       |
| 435707 -      | 2008 TG173               | 2 ottobre 2008    | Spacewatch              |
| 435708 -      | 2008 TB176               | 10 ottobre 2008   | Spacewatch              |
| 435709 -      | 2008 UF2                 | 19 ottobre 2008   | Farra d'Isonzo          |
| 435710 -      | 2008 UL8                 | 24 agosto 2008    | Spacewatch              |
| 435711 -      | 2008 UP17                | 2 maggio 2006     | Mt. Lemmon Survey       |
| 435712 -      | 2008 UO21                | 19 ottobre 2008   | Spacewatch              |
| 435713 -      | 2008 UF26                | 24 marzo 2006     | LONEOS                  |
| 435714 -      | 2008 UZ26                | 20 ottobre 2008   | Spacewatch              |
| 435715 -      | 2008 UQ32                | 20 ottobre 2008   | Spacewatch              |
| 435716 -      | 2008 UC33                | 20 ottobre 2008   | Spacewatch              |
| 435717 -      | 2008 UO39                | 20 ottobre 2008   | Mt. Lemmon Survey       |
| 435718 -      | 2008 UV46                | 20 ottobre 2008   | Spacewatch              |
| 435719 -      | 2008 UF47                | 20 ottobre 2008   | Spacewatch              |
| 435720 -      | 2008 UO47                | 20 ottobre 2008   | Spacewatch              |
| 435721 -      | 2008 UY52                | 24 settembre 2008 | Mt. Lemmon Survey       |
| 435722 -      | 2008 UJ53                | 22 settembre 2008 | Mt. Lemmon Survey       |
| 435723 -      | 2008 UP61                | 21 ottobre 2008   | Spacewatch              |
| 435724 -      | 2008 UR73                | 21 ottobre 2008   | Spacewatch              |
| 435725 -      | 2008 UC77                | 29 settembre 2008 | Mt. Lemmon Survey       |
| 435726 -      | 2008 UY77                | 24 settembre 2008 | Mt. Lemmon Survey       |
| 435727 -      | 2008 UU78                | 2 settembre 2008  | Spacewatch              |
| 435728 Yunlin | 2008 UA84                | 22 ottobre 2008   | Hsiao, H.-Y., Ye, Q.-z. |
| 435729 -      | 2008 UE85                | 23 ottobre 2008   | Spacewatch              |
| 435730 -      | 2008 UK90                | 27 ottobre 2008   | Mt. Lemmon Survey       |
| 435731 -      | 2008 UL95                | 1º ottobre 2008   | Spacewatch              |
| 435732 -      | 2008 UY108               | 21 ottobre 2008   | Spacewatch              |
| 435733 -      | 2008 UO109               | 5 settembre 2008  | Spacewatch              |
| 435734 -      | 2008 UV115               | 30 settembre 2008 | Mt. Lemmon Survey       |
| 435735 -      | 2008 UN121               | 22 ottobre 2008   | Spacewatch              |
| 435736 -      | 2008 UU125               | 22 ottobre 2008   | Spacewatch              |
| 435737 -      | 2008 UA128               | 3 novembre 2004   | Spacewatch              |
| 435738 -      | 2008 UH130               | 2 ottobre 2008    | Spacewatch              |
| 435739 -      | 2008 UB131               | 9 ottobre 2008    | Spacewatch              |
| 435740 -      | 2008 UB132               | 23 ottobre 2008   | Spacewatch              |
| 435741 -      | 2008 UF134               | 1º ottobre 2008   | Mt. Lemmon Survey       |
| 435742 -      | 2008 UY134               | 23 ottobre 2008   | Spacewatch              |
| 435743 -      | 2008 UT137               | 23 ottobre 2008   | Spacewatch              |
| 435744 -      | 2008 UB144               | 6 settembre 2008  | CSS                     |
| 435745 -      | 2008 UX144               | 22 settembre 2008 | Mt. Lemmon Survey       |
| 435746 -      | 2008 UO146               | 23 ottobre 2008   | Spacewatch              |
| 435747 -      | 2008 UA154               | 22 settembre 2008 | Mt. Lemmon Survey       |
| 435748 -      | 2008 UP154               | 23 ottobre 2008   | Mt. Lemmon Survey       |
| 435749 -      | 2008 UH156               | 23 ottobre 2008   | Spacewatch              |
| 435750 -      | 2008 UA160               | 23 ottobre 2008   | Spacewatch              |
| 435751 -      | 2008 US160               | 23 ottobre 2008   | Spacewatch              |
| 435752 -      | 2008 UO167               | 24 ottobre 2008   | Spacewatch              |
| 435753 -      | 2008 UZ178               | 24 ottobre 2008   | CSS                     |
| 435754 -      | 2008 UP180               | 24 ottobre 2008   | Spacewatch              |
| 435755 -      | 2008 UN187               | 24 ottobre 2008   | Spacewatch              |
| 435756 -      | 2008 UH192               | 25 ottobre 2008   | CSS                     |
| 435757 -      | 2008 UY193               | 29 settembre 2008 | Mt. Lemmon Survey       |
| 435758 -      | 2008 US202               | 23 settembre 2008 | CSS                     |
| 435759 -      | 2008 UW204               | 23 settembre 2008 | CSS                     |
| 435760 -      | 2008 UB208               | 9 ottobre 2008    | Spacewatch              |
| 435761 -      | 2008 UA209               | 22 settembre 2008 | Mt. Lemmon Survey       |
| 435762 -      | 2008 UG210               | 23 ottobre 2008   | Spacewatch              |
| 435763 -      | 2008 US215               | 24 ottobre 2008   | CSS                     |
| 435764 -      | 2008 UC244               | 26 ottobre 2008   | Spacewatch              |
| 435765 -      | 2008 UD257               | 8 ottobre 2008    | CSS                     |
| 435766 -      | 2008 UG257               | 27 ottobre 2008   | Spacewatch              |
| 435767 -      | 2008 UM261               | 9 ottobre 2008    | Mt. Lemmon Survey       |
| 435768 -      | 2008 UU261               | 27 ottobre 2008   | Spacewatch              |
| 435769 -      | 2008 UA268               | 25 settembre 2008 | Spacewatch              |
| 435770 -      | 2008 UJ277               | 24 marzo 2006     | Spacewatch              |
| 435771 -      | 2008 UX283               | 28 ottobre 2008   | Spacewatch              |
| 435772 -      | 2008 UF285               | 6 settembre 2008  | Mt. Lemmon Survey       |
| 435773 -      | 2008 UP285               | 7 ottobre 2008    | Spacewatch              |
| 435774 -      | 2008 US287               | 28 ottobre 2008   | Mt. Lemmon Survey       |
| 435775 -      | 2008 UC292               | 23 settembre 2008 | Mt. Lemmon Survey       |
| 435776 -      | 2008 UM295               | 2 ottobre 2008    | Mt. Lemmon Survey       |
| 435777 -      | 2008 UV297               | 29 ottobre 2008   | Spacewatch              |
| 435778 -      | 2008 UK300               | 29 settembre 2008 | Mt. Lemmon Survey       |
| 435779 -      | 2008 UX308               | 22 ottobre 2008   | Spacewatch              |
| 435780 -      | 2008 UC310               | 30 ottobre 2008   | CSS                     |
| 435781 -      | 2008 UD310               | 6 ottobre 2008    | LINEAR                  |
| 435782 -      | 2008 UU313               | 29 settembre 2008 | Mt. Lemmon Survey       |
| 435783 -      | 2008 UX314               | 30 ottobre 2008   | Mt. Lemmon Survey       |
| 435784 -      | 2008 UR328               | 24 settembre 2008 | Spacewatch              |
| 435785 -      | 2008 UW337               | 20 ottobre 2008   | Spacewatch              |
| 435786 -      | 2008 UX339               | 23 ottobre 2008   | Spacewatch              |
| 435787 -      | 2008 UK344               | 30 ottobre 2008   | CSS                     |
| 435788 -      | 2008 UB346               | 26 ottobre 2008   | Mt. Lemmon Survey       |
| 435789 -      | 2008 UO349               | 29 settembre 2008 | Spacewatch              |
| 435790 -      | 2008 UW352               | 28 ottobre 2008   | Spacewatch              |
| 435791 -      | 2008 UL355               | 24 ottobre 2008   | Spacewatch              |
| 435792 -      | 2008 UO358               | 26 ottobre 2008   | Mt. Lemmon Survey       |
| 435793 -      | 2008 UZ358               | 27 ottobre 2008   | Spacewatch              |
| 435794 -      | 2008 UA360               | 29 ottobre 2008   | Spacewatch              |
| 435795 -      | 2008 UB365               | 9 ottobre 2008    | CSS                     |
| 435796 -      | 2008 VE4                 | 29 ottobre 2008   | Spacewatch              |
| 435797 -      | 2008 VM4                 | 4 novembre 2008   | Schwab, E.              |
| 435798 -      | 2008 VL6                 | 1º novembre 2008  | Spacewatch              |
| 435799 -      | 2008 VU11                | 10 ottobre 2008   | Mt. Lemmon Survey       |
| 435800 -      | 2008 VA18                | 29 settembre 2008 | Spacewatch              |

## 435801-435900
| Nome     | Designazione provvisoria | Data di scoperta  | Scopritore        |
| -------- | ------------------------ | ----------------- | ----------------- |
| 435801 - | 2008 VB22                | 1º novembre 2008  | Mt. Lemmon Survey |
| 435802 - | 2008 VJ48                | 3 novembre 2008   | Spacewatch        |
| 435803 - | 2008 VE50                | 4 novembre 2008   | CSS               |
| 435804 - | 2008 VH52                | 23 settembre 2008 | Spacewatch        |
| 435805 - | 2008 VH56                | 6 novembre 2008   | Mt. Lemmon Survey |
| 435806 - | 2008 VE60                | 22 ottobre 2008   | Spacewatch        |
| 435807 - | 2008 VV60                | 8 novembre 2008   | Spacewatch        |
| 435808 - | 2008 VL65                | 1º ottobre 2008   | Mt. Lemmon Survey |
| 435809 - | 2008 VU70                | 8 novembre 2008   | Spacewatch        |
| 435810 - | 2008 VH78                | 7 novembre 2008   | Mt. Lemmon Survey |
| 435811 - | 2008 WN1                 | 18 novembre 2008  | LINEAR            |
| 435812 - | 2008 WS1                 | 18 novembre 2008  | LINEAR            |
| 435813 - | 2008 WG10                | 6 settembre 2008  | Mt. Lemmon Survey |
| 435814 - | 2008 WN16                | 17 novembre 2008  | Spacewatch        |
| 435815 - | 2008 WW17                | 22 settembre 2008 | Mt. Lemmon Survey |
| 435816 - | 2008 WF23                | 20 novembre 2004  | Spacewatch        |
| 435817 - | 2008 WN31                | 19 novembre 2008  | Mt. Lemmon Survey |
| 435818 - | 2008 WL32                | 21 novembre 2008  | LINEAR            |
| 435819 - | 2008 WJ37                | 17 novembre 2008  | Spacewatch        |
| 435820 - | 2008 WL37                | 17 novembre 2008  | Spacewatch        |
| 435821 - | 2008 WC40                | 17 novembre 2008  | Spacewatch        |
| 435822 - | 2008 WE41                | 27 settembre 2008 | Mt. Lemmon Survey |
| 435823 - | 2008 WC61                | 23 novembre 2008  | LINEAR            |
| 435824 - | 2008 WQ61                | 23 ottobre 2008   | Mt. Lemmon Survey |
| 435825 - | 2008 WL65                | 17 novembre 2008  | Spacewatch        |
| 435826 - | 2008 WL66                | 21 ottobre 2008   | Spacewatch        |
| 435827 - | 2008 WG67                | 3 ottobre 2008    | Mt. Lemmon Survey |
| 435828 - | 2008 WC70                | 6 novembre 2008   | Mt. Lemmon Survey |
| 435829 - | 2008 WF70                | 18 novembre 2008  | Spacewatch        |
| 435830 - | 2008 WB75                | 9 ottobre 2008    | Spacewatch        |
| 435831 - | 2008 WL75                | 20 novembre 2008  | Spacewatch        |
| 435832 - | 2008 WP75                | 9 settembre 2008  | Mt. Lemmon Survey |
| 435833 - | 2008 WT76                | 25 ottobre 2008   | Mt. Lemmon Survey |
| 435834 - | 2008 WL81                | 20 novembre 2008  | Spacewatch        |
| 435835 - | 2008 WC82                | 1º novembre 2008  | Spacewatch        |
| 435836 - | 2008 WD83                | 7 novembre 2008   | Mt. Lemmon Survey |
| 435837 - | 2008 WU87                | 21 novembre 2008  | Mt. Lemmon Survey |
| 435838 - | 2008 WW87                | 6 ottobre 2008    | Mt. Lemmon Survey |
| 435839 - | 2008 WF89                | 21 novembre 2008  | Mt. Lemmon Survey |
| 435840 - | 2008 WS94                | 6 ottobre 2008    | Mt. Lemmon Survey |
| 435841 - | 2008 WD102               | 28 ottobre 2008   | LINEAR            |
| 435842 - | 2008 WA105               | 30 ottobre 2008   | Spacewatch        |
| 435843 - | 2008 WC106               | 8 novembre 2008   | Spacewatch        |
| 435844 - | 2008 WW112               | 30 ottobre 2008   | Spacewatch        |
| 435845 - | 2008 WQ114               | 31 ottobre 2008   | Spacewatch        |
| 435846 - | 2008 WT117               | 22 novembre 2008  | Spacewatch        |
| 435847 - | 2008 WL118               | 30 novembre 2008  | Mt. Lemmon Survey |
| 435848 - | 2008 WJ123               | 30 novembre 2008  | Spacewatch        |
| 435849 - | 2008 WF128               | 19 novembre 2008  | Mt. Lemmon Survey |
| 435850 - | 2008 WC129               | 24 novembre 2008  | Mt. Lemmon Survey |
| 435851 - | 2008 WS132               | 1º ottobre 2008   | CSS               |
| 435852 - | 2008 WF135               | 18 novembre 2008  | LINEAR            |
| 435853 - | 2008 WL135               | 18 novembre 2008  | Spacewatch        |
| 435854 - | 2008 WQ136               | 20 novembre 2008  | Spacewatch        |
| 435855 - | 2008 WK138               | 17 novembre 1999  | CSS               |
| 435856 - | 2008 WV138               | 21 novembre 2008  | Mt. Lemmon Survey |
| 435857 - | 2008 WP140               | 18 novembre 2008  | CSS               |
| 435858 - | 2008 XR12                | 9 novembre 2008   | Mt. Lemmon Survey |
| 435859 - | 2008 XZ29                | 28 ottobre 2008   | CSS               |
| 435860 - | 2008 XV30                | 2 dicembre 2008   | Spacewatch        |
| 435861 - | 2008 XE39                | 19 novembre 2008  | Mt. Lemmon Survey |
| 435862 - | 2008 XW43                | 2 dicembre 2008   | Spacewatch        |
| 435863 - | 2008 YC2                 | 20 dicembre 2008  | LINEAR            |
| 435864 - | 2008 YZ8                 | 23 dicembre 2008  | Sarneczky, K.     |
| 435865 - | 2008 YP12                | 19 novembre 2008  | Mt. Lemmon Survey |
| 435866 - | 2008 YX26                | 27 ottobre 2003   | Spacewatch        |
| 435867 - | 2008 YH46                | 29 dicembre 2008  | Mt. Lemmon Survey |
| 435868 - | 2008 YO48                | 29 dicembre 2008  | Mt. Lemmon Survey |
| 435869 - | 2008 YS49                | 29 dicembre 2008  | Mt. Lemmon Survey |
| 435870 - | 2008 YM55                | 21 dicembre 2008  | Mt. Lemmon Survey |
| 435871 - | 2008 YH58                | 13 settembre 2007 | Mt. Lemmon Survey |
| 435872 - | 2008 YB78                | 30 dicembre 2008  | Mt. Lemmon Survey |
| 435873 - | 2008 YX99                | 29 dicembre 2008  | Spacewatch        |
| 435874 - | 2008 YJ101               | 11 settembre 2007 | CSS               |
| 435875 - | 2008 YW115               | 21 dicembre 2008  | Mt. Lemmon Survey |
| 435876 - | 2008 YG122               | 30 dicembre 2008  | Spacewatch        |
| 435877 - | 2008 YE128               | 21 dicembre 2008  | Spacewatch        |
| 435878 - | 2008 YD130               | 4 dicembre 2008   | Mt. Lemmon Survey |
| 435879 - | 2008 YC135               | 30 dicembre 2008  | Spacewatch        |
| 435880 - | 2008 YZ137               | 30 dicembre 2008  | Spacewatch        |
| 435881 - | 2008 YV138               | 30 dicembre 2008  | Mt. Lemmon Survey |
| 435882 - | 2008 YT144               | 30 dicembre 2008  | Spacewatch        |
| 435883 - | 2008 YE157               | 22 dicembre 2008  | Spacewatch        |
| 435884 - | 2008 YK159               | 30 dicembre 2008  | Mt. Lemmon Survey |
| 435885 - | 2008 YA160               | 30 dicembre 2008  | CSS               |
| 435886 - | 2008 YL160               | 30 dicembre 2008  | Mt. Lemmon Survey |
| 435887 - | 2008 YX162               | 22 dicembre 2008  | Mt. Lemmon Survey |
| 435888 - | 2008 YJ165               | 21 novembre 2008  | CSS               |
| 435889 - | 2008 YU168               | 21 dicembre 2008  | Spacewatch        |
| 435890 - | 2008 YT169               | 31 dicembre 2008  | Mt. Lemmon Survey |
| 435891 - | 2008 YD172               | 30 dicembre 2008  | Mt. Lemmon Survey |
| 435892 - | 2009 AE8                 | 2 gennaio 2009    | CSS               |
| 435893 - | 2009 AV12                | 22 dicembre 2008  | Mt. Lemmon Survey |
| 435894 - | 2009 AL26                | 2 gennaio 2009    | Spacewatch        |
| 435895 - | 2009 AN30                | 15 gennaio 2009   | Spacewatch        |
| 435896 - | 2009 AA34                | 29 dicembre 2008  | Mt. Lemmon Survey |
| 435897 - | 2009 AP37                | 15 gennaio 2009   | Spacewatch        |
| 435898 - | 2009 AT44                | 15 gennaio 2009   | Spacewatch        |
| 435899 - | 2009 AG45                | 15 gennaio 2009   | Spacewatch        |
| 435900 - | 2009 AM46                | 1º gennaio 2009   | Spacewatch        |

## 435901-436000
| Nome                   | Designazione provvisoria | Data di scoperta  | Scopritore                  |
| ---------------------- | ------------------------ | ----------------- | --------------------------- |
| 435901 -               | 2009 BU                  | 16 gennaio 2009   | Lowe, A.                    |
| 435902 -               | 2009 BZ1                 | 17 gennaio 2009   | CSS                         |
| 435903 -               | 2009 BC7                 | 18 gennaio 2009   | LINEAR                      |
| 435904 -               | 2009 BK9                 | 18 gennaio 2009   | LINEAR                      |
| 435905 -               | 2009 BN10                | 22 gennaio 2009   | Lowe, A.                    |
| 435906 -               | 2009 BD14                | 28 gennaio 2009   | Tozzi, F.                   |
| 435907 -               | 2009 BV24                | 17 gennaio 2009   | Spacewatch                  |
| 435908 -               | 2009 BL29                | 23 novembre 2008  | Mt. Lemmon Survey           |
| 435909 -               | 2009 BB50                | 16 gennaio 2009   | Mt. Lemmon Survey           |
| 435910 -               | 2009 BU52                | 16 gennaio 2009   | Spacewatch                  |
| 435911 -               | 2009 BE57                | 18 gennaio 2009   | Mt. Lemmon Survey           |
| 435912 -               | 2009 BT64                | 20 gennaio 2009   | CSS                         |
| 435913 -               | 2009 BR73                | 30 gennaio 2009   | Apitzsch, R.                |
| 435914 -               | 2009 BX81                | 29 gennaio 2009   | Apitzsch, R.                |
| 435915 -               | 2009 BW82                | 20 gennaio 2009   | CSS                         |
| 435916 -               | 2009 BO92                | 25 gennaio 2009   | Spacewatch                  |
| 435917 -               | 2009 BE94                | 25 gennaio 2009   | Spacewatch                  |
| 435918 -               | 2009 BN97                | 25 gennaio 2009   | CSS                         |
| 435919 -               | 2009 BU98                | 26 gennaio 2009   | Spacewatch                  |
| 435920 -               | 2009 BW98                | 26 gennaio 2009   | Mt. Lemmon Survey           |
| 435921 -               | 2009 BX105               | 25 gennaio 2009   | Spacewatch                  |
| 435922 -               | 2009 BL114               | 1º dicembre 2008  | Mt. Lemmon Survey           |
| 435923 -               | 2009 BQ114               | 26 gennaio 2009   | Spacewatch                  |
| 435924 -               | 2009 BL128               | 13 novembre 2007  | Mt. Lemmon Survey           |
| 435925 -               | 2009 BF136               | 17 novembre 2007  | Mt. Lemmon Survey           |
| 435926 -               | 2009 BZ137               | 29 gennaio 2009   | Spacewatch                  |
| 435927 -               | 2009 BL139               | 29 gennaio 2009   | Spacewatch                  |
| 435928 -               | 2009 BA140               | 29 gennaio 2009   | Spacewatch                  |
| 435929 -               | 2009 BG141               | 18 novembre 2007  | Mt. Lemmon Survey           |
| 435930 -               | 2009 BY144               | 30 gennaio 2009   | Spacewatch                  |
| 435931 -               | 2009 BM150               | 25 gennaio 2009   | Spacewatch                  |
| 435932 -               | 2009 BQ152               | 21 dicembre 2008  | Spacewatch                  |
| 435933 -               | 2009 BV164               | 18 marzo 2004     | Spacewatch                  |
| 435934 -               | 2009 BT168               | 31 gennaio 2009   | Cerro Burek                 |
| 435935 -               | 2009 BF171               | 17 gennaio 2009   | Spacewatch                  |
| 435936 -               | 2009 BD177               | 25 gennaio 2009   | Spacewatch                  |
| 435937 -               | 2009 BS179               | 18 gennaio 2009   | Spacewatch                  |
| 435938 -               | 2009 CP3                 | 2 febbraio 2009   | Cernis, K., Zdanavicius, J. |
| 435939 -               | 2009 CG10                | 1º febbraio 2009  | Mt. Lemmon Survey           |
| 435940 -               | 2009 CE24                | 1º febbraio 2009  | Spacewatch                  |
| 435941 -               | 2009 CW25                | 1º febbraio 2009  | Spacewatch                  |
| 435942 -               | 2009 CW26                | 17 gennaio 2009   | Spacewatch                  |
| 435943 -               | 2009 CE40                | 14 febbraio 2009  | Starkenburg                 |
| 435944 -               | 2009 CH52                | 14 febbraio 2009  | Mt. Lemmon Survey           |
| 435945 -               | 2009 CY53                | 14 febbraio 2009  | CSS                         |
| 435946 -               | 2009 CT56                | 4 febbraio 2009   | Spacewatch                  |
| 435947 -               | 2009 CE58                | 3 febbraio 2009   | Mt. Lemmon Survey           |
| 435948 -               | 2009 CQ64                | 4 febbraio 2009   | Mt. Lemmon Survey           |
| 435949 -               | 2009 DO3                 | 19 febbraio 2009  | Ryan, W. H.                 |
| 435950 Bad Königshofen | 2009 DL10                | 21 febbraio 2009  | Hormuth, F.                 |
| 435951 -               | 2009 DG11                | 17 febbraio 2009  | Kugel, F.                   |
| 435952 -               | 2009 DS17                | 19 febbraio 2009  | Mt. Lemmon Survey           |
| 435953 -               | 2009 DM20                | 17 febbraio 2009  | Spacewatch                  |
| 435954 -               | 2009 DX24                | 21 febbraio 2009  | Mt. Lemmon Survey           |
| 435955 -               | 2009 DU30                | 23 febbraio 2009  | Hormuth, F.                 |
| 435956 -               | 2009 DB32                | 20 febbraio 2009  | Spacewatch                  |
| 435957 -               | 2009 DT38                | 24 febbraio 2009  | Hormuth, F.                 |
| 435958 -               | 2009 DP39                | 3 febbraio 2009   | Mt. Lemmon Survey           |
| 435959 -               | 2009 DA40                | 20 febbraio 2009  | Kugel, F.                   |
| 435960 -               | 2009 DZ43                | 31 gennaio 2009   | Spacewatch                  |
| 435961 -               | 2009 DU48                | 19 febbraio 2009  | Spacewatch                  |
| 435962 -               | 2009 DQ53                | 5 febbraio 2009   | Spacewatch                  |
| 435963 -               | 2009 DH54                | 16 gennaio 2009   | Spacewatch                  |
| 435964 -               | 2009 DK57                | 22 febbraio 2009  | Spacewatch                  |
| 435965 -               | 2009 DK59                | 16 marzo 2004     | Spacewatch                  |
| 435966 -               | 2009 DQ62                | 31 gennaio 2009   | Spacewatch                  |
| 435967 -               | 2009 DT66                | 24 febbraio 2009  | Mt. Lemmon Survey           |
| 435968 -               | 2009 DO69                | 31 gennaio 2009   | Spacewatch                  |
| 435969 -               | 2009 DB71                | 17 febbraio 2009  | OAM                         |
| 435970 -               | 2009 DY75                | 30 dicembre 2008  | Mt. Lemmon Survey           |
| 435971 -               | 2009 DJ80                | 14 settembre 2006 | Spacewatch                  |
| 435972 -               | 2009 DY80                | 24 febbraio 2009  | Spacewatch                  |
| 435973 -               | 2009 DR81                | 24 febbraio 2009  | Spacewatch                  |
| 435974 -               | 2009 DB82                | 24 febbraio 2009  | Spacewatch                  |
| 435975 -               | 2009 DH82                | 24 febbraio 2009  | Spacewatch                  |
| 435976 -               | 2009 DY84                | 26 febbraio 2009  | Spacewatch                  |
| 435977 -               | 2009 DB93                | 28 febbraio 2009  | Mt. Lemmon Survey           |
| 435978 -               | 2009 DP94                | 28 febbraio 2009  | Mt. Lemmon Survey           |
| 435979 -               | 2009 DG113               | 18 novembre 2007  | Mt. Lemmon Survey           |
| 435980 -               | 2009 DE117               | 27 febbraio 2009  | Spacewatch                  |
| 435981 -               | 2009 DT127               | 20 febbraio 2009  | Spacewatch                  |
| 435982 -               | 2009 DC130               | 27 febbraio 2009  | Spacewatch                  |
| 435983 -               | 2009 DX131               | 20 febbraio 2009  | Spacewatch                  |
| 435984 -               | 2009 EA5                 | 1º marzo 2009     | Spacewatch                  |
| 435985 -               | 2009 ED7                 | 2 marzo 2009      | Mt. Lemmon Survey           |
| 435986 -               | 2009 EO8                 | 2 marzo 2009      | Mt. Lemmon Survey           |
| 435987 -               | 2009 EM12                | 1º marzo 2009     | Mt. Lemmon Survey           |
| 435988 -               | 2009 EG15                | 15 marzo 2009     | Spacewatch                  |
| 435989 -               | 2009 ER18                | 19 febbraio 2009  | Spacewatch                  |
| 435990 -               | 2009 EL20                | 3 marzo 2009      | CSS                         |
| 435991 -               | 2009 ET20                | 3 febbraio 2009   | Mt. Lemmon Survey           |
| 435992 -               | 2009 FE11                | 4 febbraio 2009   | Spacewatch                  |
| 435993 -               | 2009 FL11                | 17 marzo 2009     | Spacewatch                  |
| 435994 -               | 2009 FM11                | 17 marzo 2009     | Spacewatch                  |
| 435995 -               | 2009 FL13                | 18 marzo 2009     | Mt. Lemmon Survey           |
| 435996 -               | 2009 FS17                | 26 febbraio 2009  | Spacewatch                  |
| 435997 -               | 2009 FB25                | 18 marzo 2009     | CSS                         |
| 435998 -               | 2009 FP40                | 17 marzo 2009     | Spacewatch                  |
| 435999 -               | 2009 FE41                | 21 marzo 2009     | Bickel, W.                  |
| 436000 -               | 2009 FE46                | 17 marzo 2009     | Uccle                       |